# Don't wanna cry
《Don't wanna cry》，是日本女歌手安室奈美惠單獨名義的第5張單曲。小室哲哉擔任製作人。1996年3月13日發行。安室憑這首歌成為獲得日本唱片大賞的史上最年輕者。

## 簡介
- 安室奈美惠第5張個人名義的單曲作品，轉籍到avex trax之後的第3張單曲。由金牌製作人小室哲哉擔當單曲製作，小室和共同作詞。

- 歌曲具有典型的黑人音樂和R&B風格，PV中除了安室之外的所有登場人物都是黑人。

- 單曲發售後連續兩個星期取得Oricon單曲週榜冠軍，1996年銷量為137.1萬張，是年度日本單曲銷量第9位；第10位也是安室的單曲《Chase the Chance》[1]連續兩張單曲取得百萬以上的銷量；累計出貨量155萬上，連續三張單曲出貨量100萬張以上。[2]。

- 安室憑著這首歌獲得年底的第38回日本唱片大賞，成為史上最年輕的獲獎者（當時19歲）。次年安室再次以《CAN YOU CELEBRATE?》獲得大賞。

- B面曲《present》安室除了在副歌段落外全面以說話形式演繹，但在大碟版本則改為全演唱版本，歌詞亦完全不同。作詞人前田たかひろ形容大碟版本為單曲版本的續編，故以《present 2》作區別，惟大碟曲名印刷上並沒有加上「2」字。 [3]

## 收錄曲目
1. Don't wanna cry (Radio Edit)
作詞：小室哲哉 & ；作曲、編曲：小室哲哉
2. present
作詞：；作曲、編曲：小室哲哉 & 久保浩二
3. Don't wanna cry (Original Karaoke)
4. present (Original Karaoke)

Mixed by CHRIS LORD-ALGE